# James Clarke Hook
James Clarke Hook, né le 21 novembre 1819 et mort le 14 avril 1907, est un peintre britannique.

## Biographie
Hook est né à Londres. Il est le fils de James Cook. Sa mère est la seconde fille de l'érudit biblique Adam Clarke. 
Le premier goût pour la mer de Hook lui est venu à bord du bateau qui l'a emmené de Berwick à Wooler. Il dessine avec une rare facilité, et, déterminé à devenir un artiste, il dessine, de sa propre initiative, pendant plus d'un an dans les galeries de sculpture du British Museum.         

## Œuvres
Le travail de Book est aujourd'hui à la Tate Gallery, à la Royal Academy of Arts et au Guildhall Art Gallery à Londres, ainsi que dans des galeries à Manchester, Liverpool, Aberdeen, etc.

## Pour aller plus loin
- (en) « James Clarke Hook », dans Encyclopædia Britannica [détail de l’édition], vol. 13, 1911 (lire sur Wikisource), p. 669–670..
- (en) Walter Armstrong, « Hook, James Clarke », dans Sidney Lee, Dictionary of National Biography, 1912 supplement, Londres, Smith, Elder & Co., 1912 (lire sur Wikisource)
- (en) Allan James Hook, Life of James Clarke Hook - 3 volumes (Butler and Tanner, Ltd., Frome and London, 1929–32).
- (en) Juliet McMaster (Ed.), Woman Behind the Painter, The Diaries of Rosalie, Mrs. James Clarke Hook, 2006.
- (en) Juliet McMaster's, « James Clarke Hook », sur arts.ualberta.ca, 2005 (archivé sur Internet Archive).